# Quartiers d'été

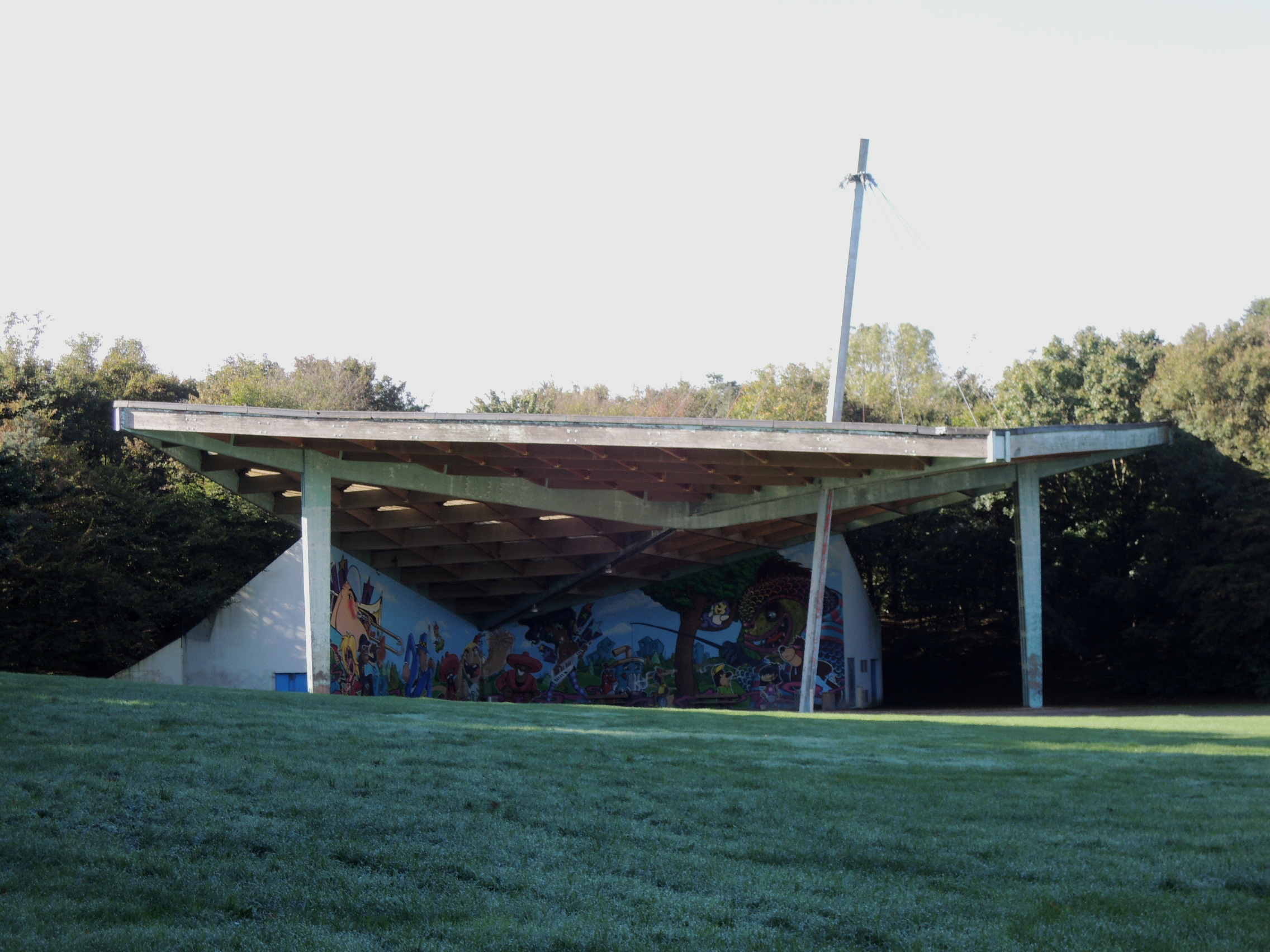
Le préau du parc où se déroulent les concerts

Quartiers d'été est un festival qui se tient à Rennes dans le département français d'Ille-et-Vilaine en région Bretagne, au parc de loisirs des Gayeulles chaque juillet. Cet événement organisé par le CRIJ Bretagne et grâce au soutien de 200 jeunes impliqués, proposent différents concerts, films en plein air, ou encore des animations tout au long de la journée.
Proposée sur deux journées, cette grande fête, gratuite et en plein air, permet à toutes celles et tous ceux qui ne partent pas en vacances de créer l'évènement. Animations, stands d'information, jeux pour petits et grands, sports.

## Histoire
Le festival est créé en 1994, avec l'objectif de créer un événement entièrement gratuit avec l'implication de la jeune population.
En juillet 2012, le festival a accueilli plus de 21 000 personnes.
En 2020, le festival a lieu sous jauge restreinte en lien avec la pandémie de Covid-19, et finalement annulé en 2021.
Déjà annulé en 2024, le festival disparaît en 2025, faute de structuration de l'équipe organisatrice et la baisse des subventions.

## Programme de l’édition 2011
- Concerts : 
  - Staff Benda Bilili,
  - Blitz The Ambassador,
  - Youssoupha,
  - Leila and The Koalas,
  - Unité Mau Mau, Askarkids,
  - M1Gro & Banjo,
  - HK & Les Saltimbanks
  - Ze Clash …

## Programme de l’édition 2012
- Concerts : 
  - Zebda,
  - Sniper,
  - Alee,
  - Zara Moussa,
  - Bukatribe,
  - Ze Clash …

## Programme de l’édition 2015
Concerts :
- Collectif 13 (Guizmo (Tryo),Mourad (La Rue Kétanou),Gérome Le Pied de la Pompe, Fred (No One is Innocent)
- Lino/Ärsenik
- Weld El 15
- Refugees of rap
- Black Brut